# Gut-Craque
Gut-Craque (Guticraques, Gutucrac), malena grupa plemena brazilskih Indijanaca porodice Botocudo, nastanjenih u Minas Geraisu. Grupa Gutucracan prema McQuwn/Greenberg (1955/1956) pripada porodici Purian i sastoje se od skupina Gutucrac ili Gut-Craque (Minas Gerais) i Minhagirun ili Minián Yirúng (Minyã Yirúgn, Minhagiran) iz Espirito Santa. 